# Kilian Kraft
Kilian Kraft (* 7. Juni 1983 in Neustadt am Rübenberge) ist ein deutscher Handballspieler. Der 1,92 Meter große linke Rückraumspieler war in der Bundesliga für GWD Minden-Hannover aktiv.

## Karriere
Kraft spielte in der Jugend für den SV Aue Liebenau und lief dort bereits für die erste Mannschaft auf. 2002 wechselte er zum Oberligisten MTV Großenheidorn, mit dem er zunächst in die Regionalliga aufstieg, ein Jahr später allerdings wieder abstieg. Daraufhin verpflichtete ihn die Bundesliga-Reserve von GWD Minden-Hannover. Am 2. Oktober 2004 debütierte er in der höchsten deutschen Spielklasse. Bei der 27:33-Niederlage gegen die HSG Nordhorn erzielte er zwei Tore. In der Saison 2005/06 gehörte er fest zum Kader der ersten Mannschaft. Aufgrund geringer Spielanteile schloss er sich jedoch nacheinander jeweils für anderthalb Jahre den Zweitligisten ThSV Eisenach und SV Anhalt Bernburg an. Nach einer Saison bei Regionalligist ESV Lokomotive Pirna, kehrte Kraft nach Bernburg zurück und blieb fünf Jahre. Danach unterbrach er sein Engagement erneut für ein Jahr (2015/16 bei Oberligist TuS 1947 Radis), bevor er erneut nach Bernburg wechselte und dort seit Sommer 2016 spielt.

## Erfolge
- Aufstieg in die Regionalliga (1): 2003